# Panoramaroute (Zuid-Afrika)

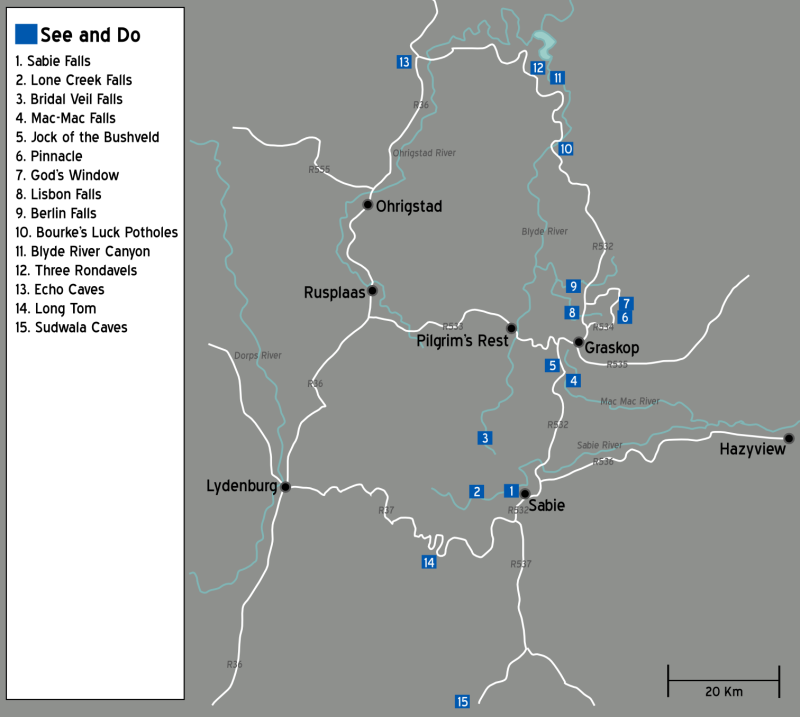
Panoramaroute

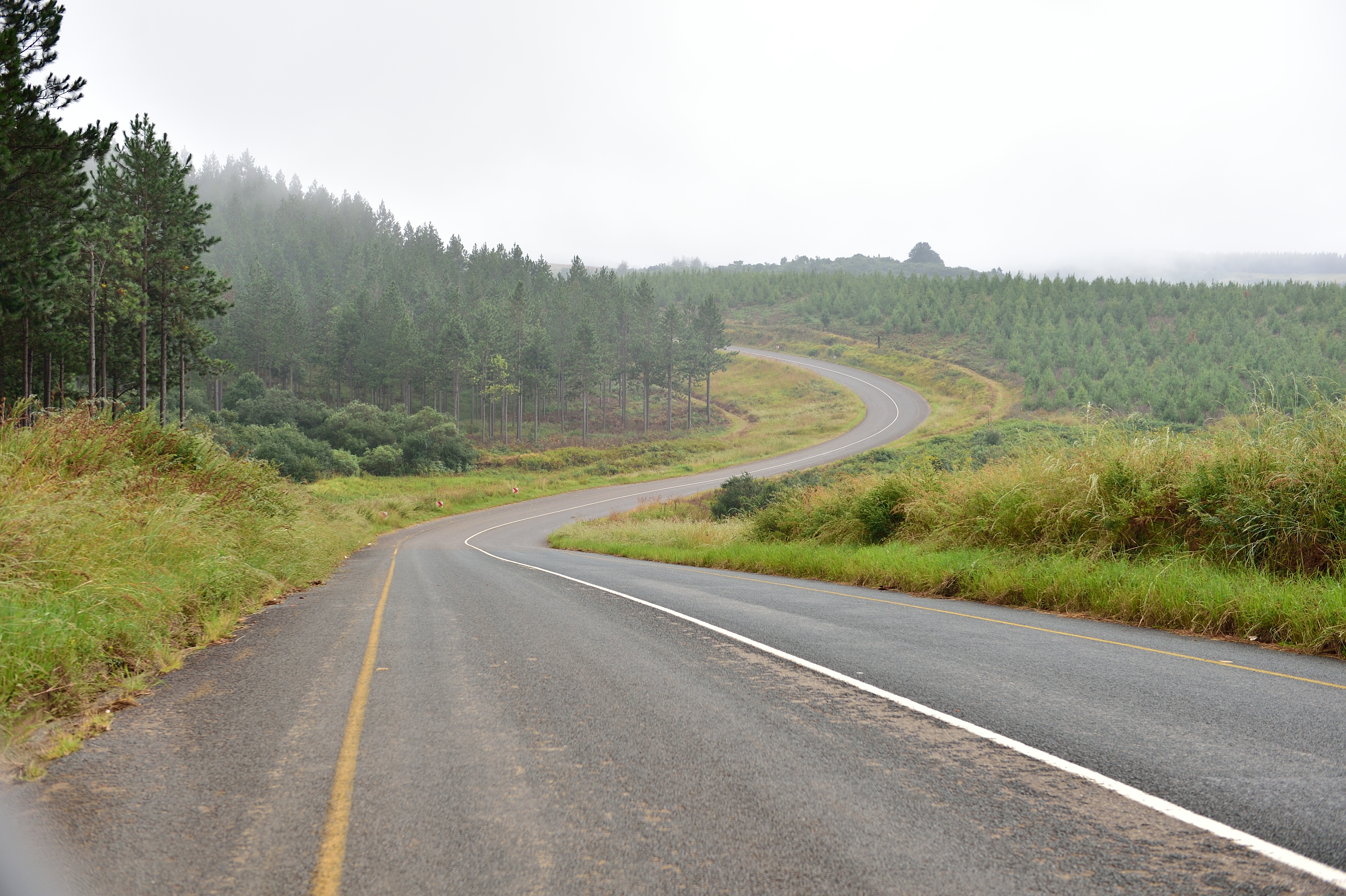
Panoramaroute

De Panoramaroute is een autoroute in de noordoostelijke provincie Mpumalanga van Zuid-Afrika. De route is gelegen langs een van de grootste beboste gebieden van het land en centreert zich rondom de Blyderivierspoort, de op twee na grootste kloof ter wereld. 
De route start aan de voet van de Long Tom Pass, daalt vervolgens af naar de Lowveld-vlaktes en eindigt in de buurt van de Echo Caves, vlak bij de grens met de provincie Limpopo.
Het gebied dat de Panoramaroute doorkruist, wordt voornamelijk gekenmerkt door het grote aantal watervallen. Enkele bekende watervallen zijn de Sabie Falls en Mac Mac Falls. Deze liggen langs de Sabie watervallenroute, onderdeel van de Panoramaroute.
Andere bekende natuurverschijnselen langs de Panoramaroute zijn de rotsformaties Bourke's Luck Potholes, de in gras beklede bergen The Three Rondavels en het uitkijkpunt God's Window. 
Ook heeft de Panoramaroute een belangrijke historische betekenis. Veel van de plaatsen langs de route, zoals Pilgrim's Rest, Graskop en Sabie, ontstonden aan het einde van de negentiende eeuw in verband met de Gold Rush: de zoektocht naar goud in het gebied. Vanaf het jaar 1871 werd het deel van de weg tussen Lydenburg en Delagoa Bay gebruikt als transportweg.
Hoedspruit vormt de belangrijkste uitvalsbasis voor de Panoramaroute.